# Велт
„Велт“ (на немски: Die Welt [Ди Велт] – „Светът“) е германски всекидневник.
Създаден е в Хамбург от британските окупационни сили по модела на „Таймс“ на 2 април 1946 г. Закупен е от германския издател Аксел Шпрингер (Axel Springer) през 1953 г. Главната редакция на вестника се мести в Бон (1975) и после в Берлин (1993).
Първоначално „Велт“ е публикува съдържание, подчинено на гледаната точка на британските редактори, но през 1947 г. вестникът започва политика на излагане на 2 водещи статии по важни проблеми – 1 британска и 1 германска. Днес „Велт“ се смята за вестник с по-скоро конервативен политически уклон.
В пика на вестника (по време на окупационния период) „Велт“ има тираж от около 1 милион броя. Тиражът му спада на 209 677 бр. през 1993 г. Средният му дневен тираж е около 180 000 бр. към 2016 г.
Може да се купи в повече от 130 страни. Всекидневни регионални издания на вестника излизат в Берлин, Хамбург и Бремен, пуска се и пробно издание в Бавария през 2002 г.
Преките му конкуренти са „Франкфуртер Алгемайне Цайтунг“, „Зюдойче Цайтунг“ и „Франкфуртер Рундшау“.
„Велт“ издава и компактно издание, наречено „Велт Компакт“ – съкратена версия на основния вестник, състояща се от 32 страници. То има по-свеж външен вид и неговата цел са младите читатели. В неделя вестник „Велт“ не излиза, на негово място идва „Велт ам Зонтаг“.
През 1999 г. вестникът учредява международната литературна награда „Велт“, която се присъжда ежегодно и чиято стойност възлиза на 10 000 €.